# Stéphane Couturier
Stéphane Couturier (* 4. Oktober 1957 in Neuilly-sur-Seine) ist ein französischer Fotograf, insbesondere für Architekturfotografie.

## Leben und Wirken
Couturier erlernte das Fotografiehandwerk als Autodidakt, spezialisierte sich im Lauf seiner Karriere auf Architekturfotografie und gilt als Hauptvertreter der französischen Gegenwartsfotografie.
Er ist mit seinen Werken in bedeutenden Sammlungen in Paris vertreten, wie im Centre Pompidou, im Musée du Petit Palais und der Fondation Louis Vuitton. Seine Werke befinden sich auch in der National Gallery of Art in Washington, dem Art Institute of Chicago und dem Los Angeles County Museum of Art.
Couturier lebt in Paris.

## Einzelausstellungen (Auswahl)
- 2011 Landesgalerie Linz, Linz
- 2015 Maison Européenne de la Photographie, Paris
- 2016/17 Musée Nicéphore-Niépce, Chalon-sur-Saône
- 2018 Musée de la Photographie, Charleroi
- 2019 Musée Fernand Léger, Biot
- 2020 Galerie Kornfeld, Berlin
- 2021 Christophe Guye Galerie, Zürich

## Auszeichnungen
- 2003 Niépce-Preis
- Nominierung zum Prix Marcel Duchamp